# 気胸

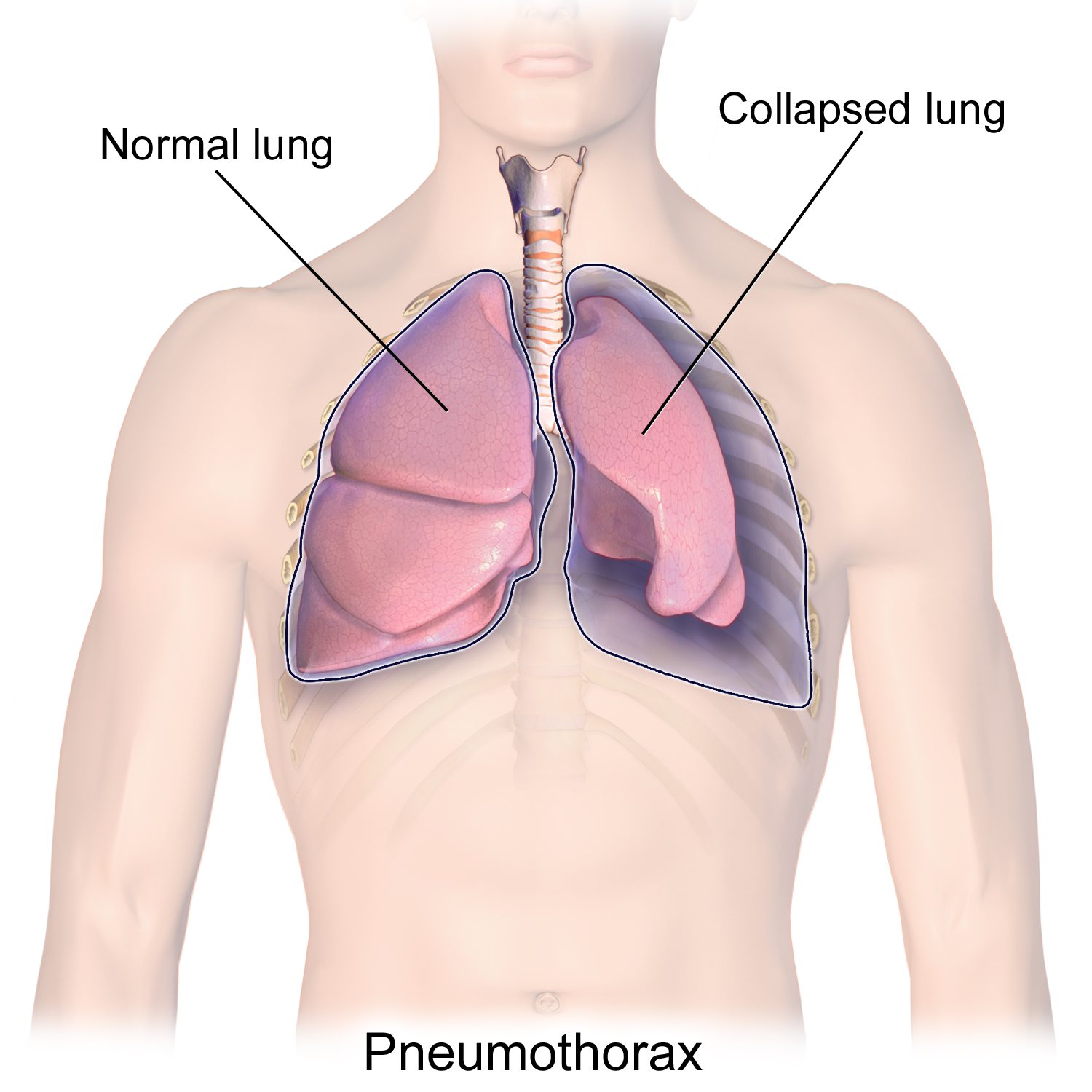
気胸によって潰れた肺のイメージ

気胸（ききょう、英語: pneumothorax）は、何らかの理由で肺の空気が胸腔内へ漏れ出し、その空気が肺を圧迫し、肺が外気を取り込めなくなった状態である。

## 病因
多くは自然気胸（原発性自然気胸 primary spontaneous pneumothorax および続発性自然気胸 secondary spontaneous pneumothorax）で、肺胞の一部が嚢胞化したもの（ブラ Bulla）や胸膜直下に出来た嚢胞（ブレブ Bleb）が破れ、吸気が胸腔に洩れる事でおこる。胸痛をきっかけに受診することが多い。知名度が低いため、喘息などと勘違いして放置されることもあるが、それほど珍しい病気ではない。
年配者の気胸は、肺気腫・結核・肺癌などの基礎疾患に伴う続発性気胸が多い。女性の場合は、子宮内膜症が横隔膜や肺に広がり月経とともに剥がれ落ちて起こる、月経随伴性気胸の場合もある。交通事故などによる肋骨骨折が原因となるものや、点滴誤穿刺、気管支鏡検査による合併症、鍼による肩背部・胸部などへの直深刺などによる外傷性気胸もある。
静脈や動脈の損傷（血胸）を伴う場合は血気胸と呼ばれる。

## 疫学
自然気胸は、「背が高く」「痩せ型で」「10〜20代の若い」「男性」に起こりやすい傾向がある。BMIが20前後の男性では、6パーセント程度にブレブの発生が見られた。しかし低身長者、肥満者、年配者、女性が発病する事も稀ではない。
嚢胞が発生する原因や破れる原因は明確になっておらず、故に「自然」気胸と呼ばれる。喫煙や運動、猫背などの姿勢、気圧変化（夏よりも秋から冬にかけての発症が多い）などによって肺に強い負担がかかったため、成長期の骨の急成長に肺の成長が間に合わず肺が引き伸ばされてしまったため、心的ストレスや睡眠不足等の生活習慣の悪化のためとも考えられているが、いずれも確証は得られていない。
その他、マルファン症候群や肺リンパ脈管筋腫症、ホモシスチン尿症などでも発症率の上昇が認められている。

## 症状
多くは突然発症する。呼吸をしても大きく息が吸えない、激しい運動をすると呼吸ができなくなるなどの呼吸困難、酸素飽和度の低下、頻脈、動悸、咳などが見られる。発症初期には肩や鎖骨辺りに違和感、胸痛や背中への鈍痛が見られることがあるが、肺の虚脱が完成すると胸痛はむしろ軽減する。痛みは人によって様々で、全く感じない人もいれば、軽微の気胸で激痛を感じる人もいる。
自然気胸の場合、両方の肺で同時に発症することは稀だが、片方の肺が発症するともう一方に負担がかかるので、可能性は少なからずある。両肺で同時に発症した場合は酸素が供給されないため危険である。症状が悪化すると、胸部の皮膚に気泡のようなもの（皮下気腫 en:Subcutaneous emphysema）が現われることもある。

### 緊張性気胸
胸腔に漏れ出した空気が著しく多く、陽圧になって対側の肺や心臓を圧迫している状態を緊張性気胸という。この場合は血圧低下、ショックを来たし、緊急に胸腔穿刺を行わなければ死に至る。これは、心臓はもちろん肺も血液が体内を一巡するごとに必ず通る臓器だからである。しかも肺の毛細血管の還流圧は低いため、血液が肺の毛細血管を通過できなくなる（心臓に戻って来られなくなる）という事を意味する。
緊張性気胸による呼吸困難に対し、陽圧換気は禁忌である。胸腔内圧を更に上げる事になり、肺の虚脱が亢進する。緊張性血気胸・血胸では緊急手術となることもある。

## 診断

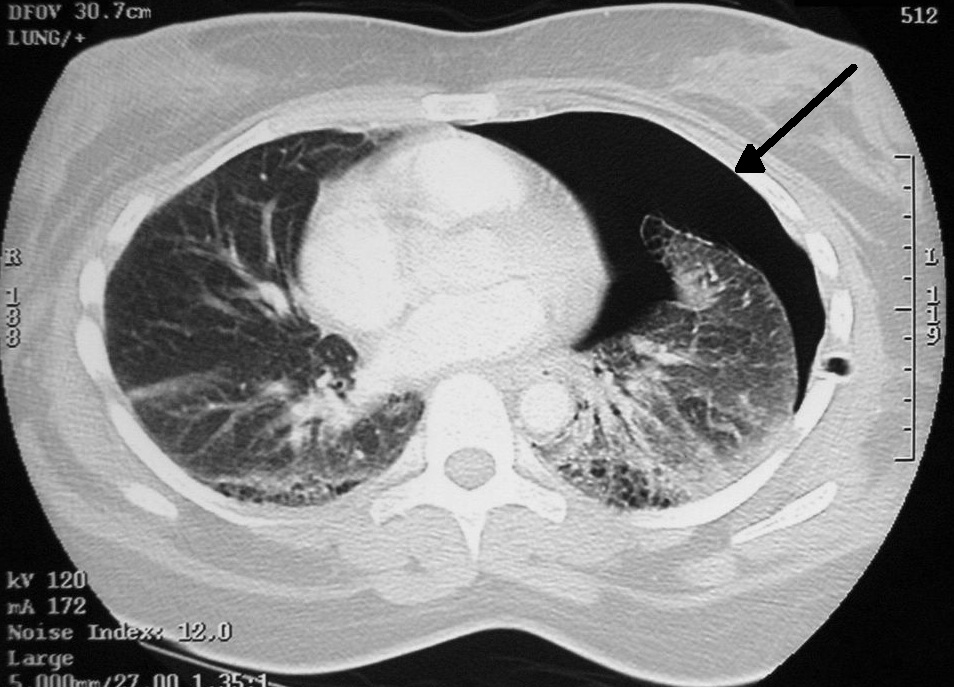
左気胸（画像では右側）の胸部CT画像

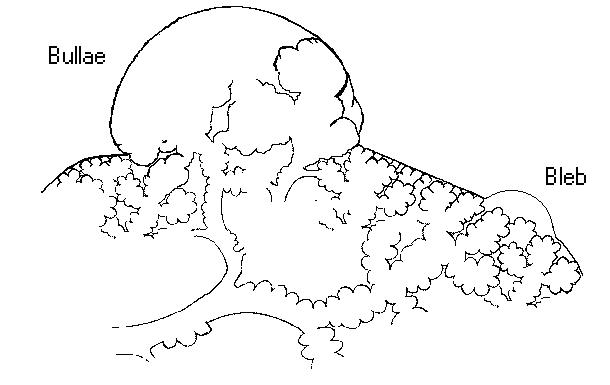
肺表面にできたブレブの拡大図。何らかの原因で発生し、これが破れる事により肺がパンクする。自然気胸の大半は、これが原因である。

- 聴診において呼吸音減弱が見られる。これは聴診器で確認できるが、程度が小さい場合は発見しにくいので、専門医による診断察が望ましい。
- 胸部X線検査で血管影を伴わない空虚な領域は気胸と疑われる。血胸・血気胸では血液を含む胸水によるX線透過性の低下した像を認める。
- 胸部CTによって、比較的大きな嚢胞であれば場所が確認できる。
- 胸腔穿刺は胸水の性状を確認するため施行される。

気胸の重症度分類
| 軽度気胸   | 胸部レントゲン検査で、肺尖（はいせん：肺の頂上）が鎖骨より上にある。 |
| 中等度気胸 | 胸部レントゲン検査で、肺尖が鎖骨より下にある。                       |
| 高度気胸   | 胸部レントゲン検査で、肺の虚脱が著しい。                             |
| 緊張性気胸 | 高度気胸で、さらに肺から空気が漏洩し続け、胸腔内が陽圧になっている。 |

### 鑑別診断の一部
胸痛患者では致死的疾患へのアプローチを優先しなければならない。具体的には下記の6つの疾患がある。
1. 急性冠症候群（不安定狭心症と急性心筋梗塞）
2. 解離性大動脈瘤
3. 心タンポナーデ（心のう内出血や心膜炎）
4. 緊張性気胸・血胸
5. 肺塞栓
6. 特発性食道破裂

他にもTieze病や肋間神経痛、胸膜炎などがある。

## 治療
- 軽度の気胸では無理な姿勢や運動をせず、無理な呼吸をしないで、安静にするのみで自然治癒を待つ。これが気胸の基本的な治癒方法で、自覚症状が無いまま完治してしまうこともある。胸腔内は密閉空間なので漏れ出た空気の逃げ道が無いが、軽度であれば数週間かけて粘膜から空気が吸収されて元に戻る。ただし自然治癒の場合は、外科手術に比べ再発する確率がはるかに高いため、再発を繰り返す場合は以下に示す中程度以上の処置が必要となる。
- 中程度の気胸は、激しい痛みや呼吸困難に襲われた場合である。その際は緊急処置として胸部の脇の部分を数mm切開し、胸腔ドレナージによる吸引を行う。これは胸腔内を脱気し肺が膨らみやすくなるようにするのが目的で、原因病巣の治療は自然治癒を含む他の手段に求める。ただし、肺が萎縮した結果として塞がっていた病巣が、肺が膨らむと再開放してしまうことがあるため、状況によってはドレナージを見合わせることがある。
- 繰り返す気胸に対してドレーン処置を行っても改善しない場合は、手術によって嚢胞の切除が行われる。現在では胸腔鏡下で行われるのが一般的だが、場合によっては開胸する事もある。施術前に胸部CTで原因病巣と思しき大きな嚢胞を探して目標とするが、実際に破れたのはCTで確認できないような小さな嚢胞という場合もある。穴の開いた部分を縫い合わせる手術もある。
- 化学熱傷をわざと起こす胸膜癒着術は、肺が萎縮しなくなるため根本治療となり得るが、癒着が不十分だと再発の可能性が残る。再発時は癒着しなかった部分のみ萎縮するため軽度・中程度の気胸に留まるものの、治療に際してドレーンを挿入できなくなる事がある。また手術を行う時は、癒着を剥がす必要があるために癒着のない場合より困難を来し、開胸を要する可能性が高くなる。
- 2017年現在では、空気漏れを起こす嚢胞を切除した後、その部分に吸収性メッシュシートを貼り付けて補強する治療法も開発されている。これにより再発率が抑えられるようになった。

## 予後
基礎疾患の無い自然気胸でも、再発を繰り返す場合がある。対側に起こる場合も多い。再発率の統計は、自然治癒（もしくは胸腔ドレナージ術のみ）の場合、約50パーセントと非常に高い。胸腔鏡下手術の場合5 - 10パーセント、開胸手術の場合0.5 - 3パーセントであり、個人差はあるが外科手術によって再発率が劇的に低くなる。一方で閉塞性肺疾患などが基礎にある場合は、さらに難治性となる。
治療後も暫くは安静を要する。大きな気圧変化をもたらす事象、即ち飛行機への搭乗（鉄道や自動車・バスでも峠越えなど）、管楽器演奏、スキューバダイビングなどは事前に医師の許可を得る事が望ましい。勿論、喫煙は厳禁であるし、咳はできるだけ我慢して、早めに鎮咳薬を服用する必要がある。1か月程度安定状態が続けば、運動も再開できるようになる。
気胸による術後の死亡は稀であり、緊張性気胸を除けば極めて低い0.04パーセントである。一方で、肺癌や結核などの基礎疾患を持つ重症の続発性気胸では、1.2パーセントとなっている。

## 人工気胸
過去に、肺結核の治療法に気胸が良いとされた時期があり、胸膜腔に空気を注入することで人工的に肺を萎縮させる療法があった。逆に結核による気胸の発症例も多かった。現在では膿胸などの危険が伴うため衰退している。人工気胸術、気胸療法ともいう。

## 歴史
15世紀頃のオスマン帝国（中世トルコ）で、外科医の「セレフェディン・サボンジュール」が、胸腔から空気を吸引する簡易的な治療を行った記録が残っている。気胸の外科手術は、記録が残っている中でこれが最も古いとされている。
1803年には、気胸に関する疫学と、その大半は結核が原因だとする研究が、フランスの医師ジャン・イタールとルネ・ラエンネックによって発表された。しかし1932年には、結核以外を原因とする自然気胸の存在も、デンマークの医師Hans Kjaergaardによって発表された。
20世紀初頭には、気胸で縮んだ肺の大きさを可視化するために、X線撮影が用いられるようになった。
1941年には、外科医のタンソンとクランドールによって、気胸の原因となる嚢胞の切除手術が初めて導入された。この時点で、初めて気胸に対する根本的治療が確立された。